# 貧乳

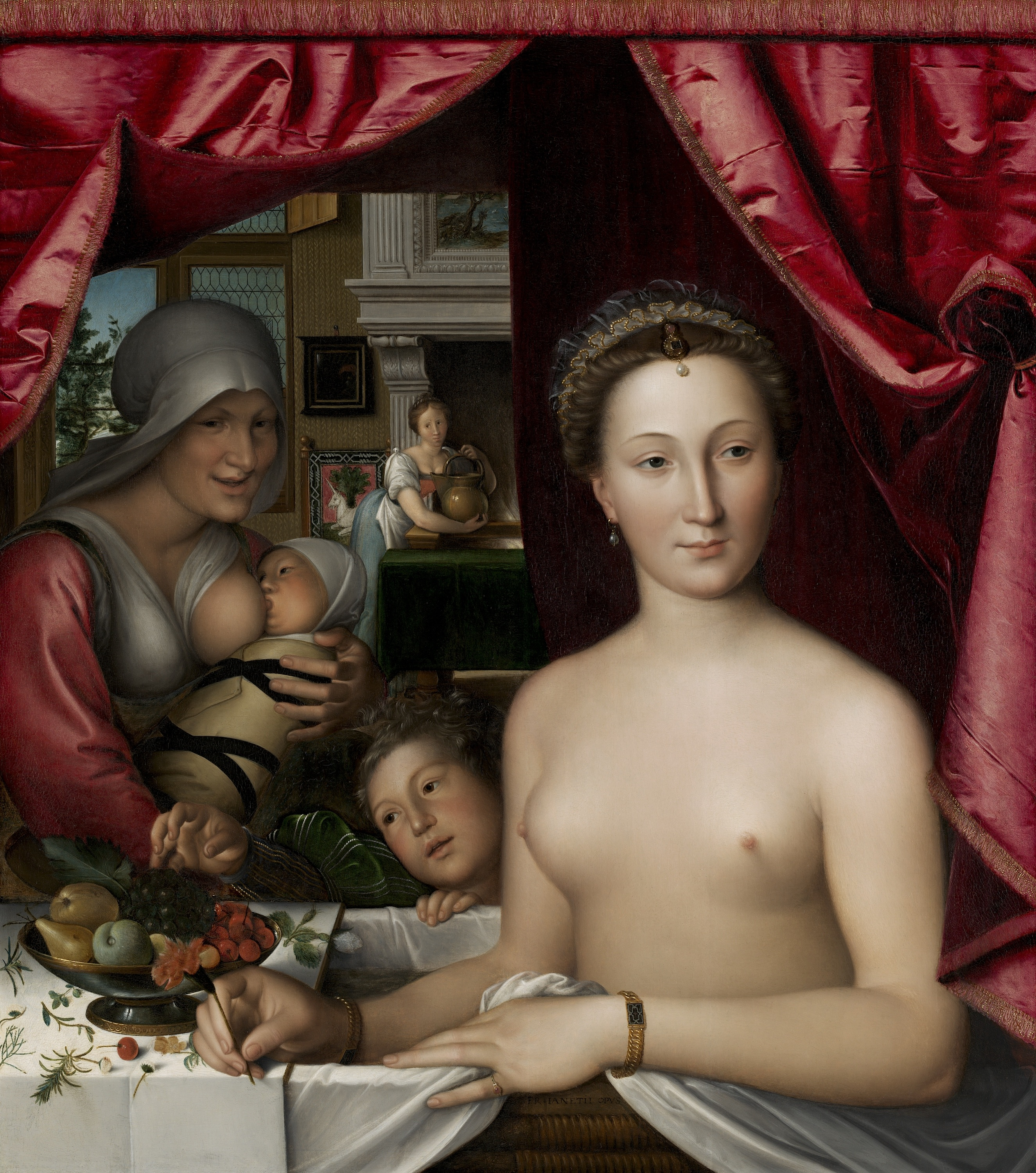
弗朗索瓦·克盧埃1571年的作品《戴安娜·波荻葉》。

乳房过小又稱貧乳，俗称平胸，是用来描述女性青春期后的乳房（罩杯尺寸在B以下）组织较小、不发达。乳房过小被部分人视为女性身材不正常的表现，一些乳房过小女性會用不同方法來豐胸。而ACG文化的兴起，乳房过小作为一种萌属性也开始受到一部分人的欢迎。亦有较为委婉的称法，如“微乳”、“微波”。

## 生理狀況
由於乳房為性的象徵，古人認為乳房过小的女性生育能力較低，從營養的角度看，女性乳房扁平可能因為青春期營養不良所導致，而女性營養不良，亦不利於懷孕。但除了營養外，遺傳、生活習慣（例如穿著胸罩睡覺）等也會影響乳房的發育，但乳房过小女性不一定是生育能力低。
乳房的大小主要是乳腺與脂肪的分佈，部分乳房过小的女性其原因是淋巴堵塞，使得乳腺脂肪無法附著集中，造成該分散集中至其他部份。乳房又是哺乳的器官，於是乳房大小又令人聯想到母乳的分泌量，部分人就認為乳房过小女性的乳汁的分泌量低，不足以哺育嬰兒。其實乳汁分泌量與女性吸收的營養有關，如上述所言，營養並非影響乳房大小的唯一因素，因此乳房过小和母乳的產量沒有直接關係。

## 社会意义

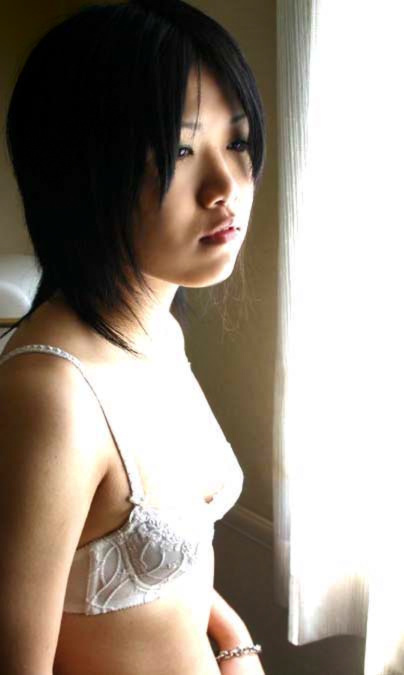
穿著尺寸AA65（約25.59吋）胸罩的日本19歲網路模特兒

乳房是女性的第二性徵，因此乳房过小常會被視為不性感、缺乏女性魅力等，乳房过小女性往往会受到歧視。在中文漢語或粵語裡，对乳房过小或具小乳房女性之謔稱有“飛機場”、“跑道”、“飛機場跑道”、“洗衣板”、“太平公主”、“長平公主”（意在強調“平”字）、“iPad”、“平板”、“平板電腦”等世俗稱法；粵語裏还有“微波炉”之稱呼，粵語俗稱女性乳房為“波”（源於Ball，即“球”），而“微波”即“微微的球型”。
另一方面，有人以乳房过小為美，以乳房大小來評論女性美则被認定物化女性，而乳房过小女性也可以擁有美麗。但擁有豐滿乳房的女性仍然是大部份人心中的美女象徵，因此各種豐胸方法至今仍然受到女性歡迎。

## 豐胸途徑
成年女性若擁有乳房过小，除乳房先天發育不良外，有些是因為穿著不適合的胸罩，令乳房脂肪不能集中。一些乳房过小的女性不滿自己的身材，會用不同方法來豐胸，例如運動、食療、服食藥物、負壓吸引、豐胸按摩法、針灸、乳房瑜伽和穿著矯型內衣等，但各人成效不同。
其中較為健康的方法為按摩，在日本有專門按摩胸部的按摩師及按摩授課，在女性間頗受歡迎。另外食用芝士也有助胸部發育，但需小心高熱量造成肥胖。一般認為，適當的按摩乳房對於促進發育有幫助。有些女性會直接接受隆胸手術，也有女性於胸罩內加上胸墊或義乳，令穿著衣服時乳房在視覺效果上看起來較大。

## ACG文化
贫乳（日語：ひんにゅう）在ACG次文化裡是蘿莉的特徵之一，這是因為未發育的女孩和剛發育的少女乳房正常大小是貧乳，因此貧乳也是萌屬性之一。